# Hradiště
Hradiště (též hradisko) je opevněné sídlo z období neolitu až raného středověku, předchůdce středověkých hradů nebo měst. Výraz hradiště označuje místo, kde stál nebo stojí hrad. V běžné praxi je pojem hradiště používán pro neolitická až raně středověká opevněná sídla. Typickými polohami vhodnými pro stavbu hradišť byly různé výšiny, jejichž svahy poskytovaly přirozenou ochranu, a proto nebylo nutné výrazněji je ohrazovat. Jiným častým typem jsou hradiště blatná, která byla zakládána v rovinatém terénu a využívala vodní ochrany.
Velikost hradišť se může velmi lišit. Existují hradiště s rozlohou menší než jeden hektar, ale i rozsáhlé areály, jejichž opevněná plocha dosahuje stovek hektarů. Hradiště mohla plnit více funkcí a často je kombinovala. Vedle předpokládané funkce vojensko-strategické mohla hradiště sloužit jako útočiště obyvatelstva, jako shromaždiště ke kultovním či společenským rituálům i jako střediska obchodu včetně funkce opěrných bodů na dálkových komunikacích. Nepochybně sloužila i jako sídla společenských elit.

## Název
Praslovanské slovo pro hradiště je *gordъ. V různých slovanských jazycích se vyvíjelo různě, což vysvětluje původ českého slova hrad a ruského город (gorod).
Slovo „hradiště“ se v české archeologii používá v několika různých významech: 
- místo zaniklého hradiště, jen v moravském prostředí
- samostatný typ opevněného pravěkého a raně středověkého sídliště
- místo, kde takové sídliště stávalo

Naopak se v české archeologii termín hradiště nepoužívá obecně pro místo po zaniklém hradu, jak by jinak odpovídalo analogii k slovům tvrziště a městiště. Zavedení takového významu, byť s odkazem na jazykovou správnost, nemá naději na úspěch, stejně tak je považováno za nesprávné označovat raně středověká hradiště s odkazem na dobové prameny jako hrady, protože by to bylo v rozporu s dnes ustáleným významem pojmu.

## Hradiště podle zemí

### Česko

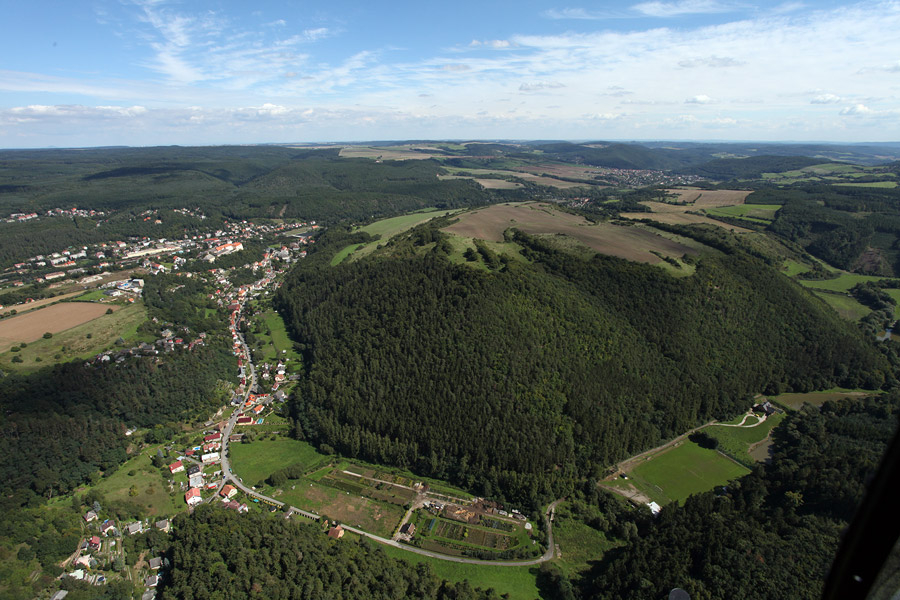
Oppidum Stradonice

Česká hradiště byla budována od neolitu do raného středověku. Raně středověká hradiště byla ve své době označována jako hrady, a proto správným označením těchto staveb je termín raně středověké hrady. Svou podobou se však hradiště od vrcholně středověkých hradů velmi lišila.
Nejstarší objekty považované za hradiště či opevněná výšinná sídliště pochází ze závěrečné fáze neolitu. Nezpochybnitelná hradiště pochází až z eneolitu, kdy se objevují objekty opevněné příkopy, palisádami a různými typy hradeb. S příchodem doby bronzové hradiště mizí a v malém množství se objevují až ve střední době bronzové. V mladší a pozdní době bronzové se počet hradišť výrazně zvýšil. Opevněná sídla té doby byla středisky řemeslné výroby a snad i ekonomicko-správními centry.
V dalším období je stavba hradišť doložena až od počátku šestého století před naším letopočtem v pozdní době halštatské. Halštatská opevněná sídliště v maximální míře využívala kombinaci přírodních obranných prvků a umělých opevnění a jejich rozloha se pohybovala od stovek metrů čtverečních do desítek hektarů. V době laténské se hradiště objevují již v její časné fázi, ale dobře poznané jsou až objekty z mladšího období. Na počátku druhého století před naším letopočtem vnikala hradiště označovaná jako oppida. Jejich výstavba souvisela pravděpodobně s příchodem keltských skupin z předalpské Galie, které si s sebou přinesly pokročilé znalosti stavebního umění.
V období od přelomu letopočtu do sedmého století byla na území Čech budována jen lehká a nejspíše dočasná opevnění. První raně středověká hradiště se objevila až v osmém století. Zpočátku jejich stavebníci využívali k opevnění pouze mělké příkopy a jednoduché dřevěné hradby. Ty byly často v průběhu devátého století nahrazeny mohutnějšími hradbami, které ve svých konstrukcích kombinovaly dřevo, hlínu a především kámen. Od desátého století se některá hradiště stala základními mocenskými oporami přemyslovského státu. Centra provincií tvořila tzv. hradskou soustavu, která přetrvala až do první poloviny třináctého století.

### Litva

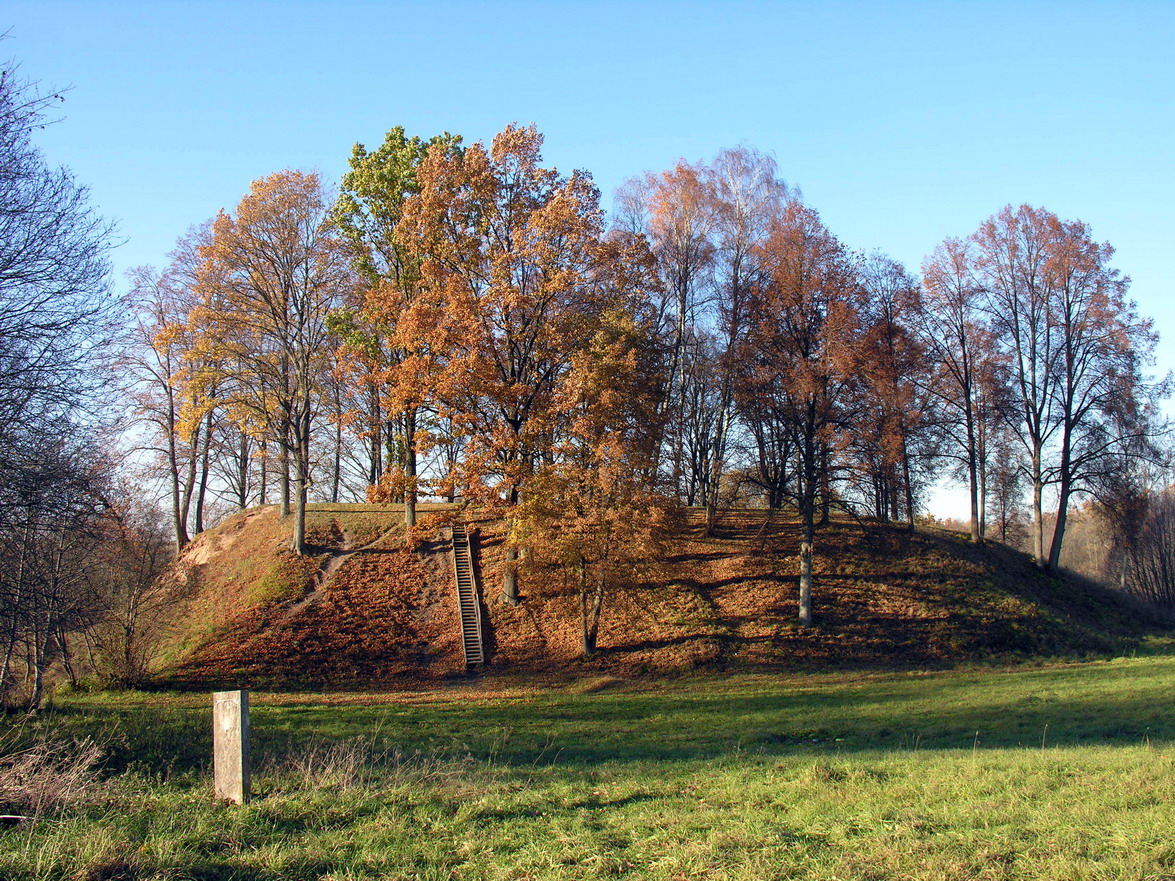
Hradiště Daubarių piliakalnis, okres Mažeikiai.

Litevský piliakalnis, (lotyšsky pilskalns) je litevský protějšek hradiště s tím rozdílem, že se nevyskytují hradiště tzv. blatná, že litevská hradiště jsou neolitická (první se objevila již 1500 př. n. l.[zdroj?] a jsou nejdůležitějšími kulturními památníky pohanských Baltů)[zdroj?], častěji raně středověká, výjimečně budovaná též v současnosti a jsou původu převážně žemaitského nebo litevského, méně se jich nachází ještě také na území Lotyšska.